# Sibthorpia
Sibthorpia es un género de plantas de flores de la familia Scrophulariaceae. 

## Especie seleccionada
- Sibthorpia europaea

- Datos: Q9076932
- Multimedia: Sibthorpia / Q9076932
- Especies: Sibthorpia